# Ronfe (Láncara)
Ronfe (llamada oficialmente San Pedro de Ronfe) es una parroquia y una aldea española del municipio de Láncara, en la provincia de Lugo, Galicia.

## Organización territorial
La parroquia está formada por doce entidades de población, constando once de ellas en el anexo del decreto en el que se aprobó la actual denominación oficial de las entidades de población de la provincia de Lugo:

### Entidades de población
Entidades de población que forman parte de la parroquia:
- Cortes (As Cortes)
- Costa (A Costa)
- Penaboa (A Penaboa)
- Pousadela
- Ronfe
- San Cosmede*
- San Mamede
- Seador
- Supena
- Viance

### Despoblados
Despoblados que forman parte de la parroquia:
- Barrio (O Barrio)
- Montesiño

## Demografía

### Parroquia
| Gráfica de evolución demográfica de Ronfe (parroquia) entre 2000 y 2022 |
|                                                                         |
| Datos según el nomenclátor publicado por el INE.                        |

### Aldea
| Gráfica de evolución demográfica de Ronfe (aldea) entre 2000 y 2022 |
|                                                                     |
| Datos según el nomenclátor publicado por el INE.                    |